# Lomaptera wollastoni
Lomaptera wollastoni är en skalbaggsart som beskrevs av Valck Lucassen 1961. Lomaptera wollastoni ingår i släktet Lomaptera och familjen Cetoniidae. Inga underarter finns listade i Catalogue of Life.